# 开溪记、嗣浚中离溪记石刻
开溪记、嗣浚中离溪记石刻，位于中国广东省潮州市潮安区金石，为潮州市潮安区文物保护单位，类型为石窟寺及石刻，公布时间为1987年12月。
开溪记、嗣浚中离溪记石刻的历史年代为明嘉靖。